# Conservation du textile
 (avril 2022).
La mise en forme du texte ne suit pas les recommandations de Wikipédia : il faut le « wikifier ».
Les points d'amélioration suivants sont les cas les plus fréquents :
- Les titres sont pré-formatés par le logiciel. Ils ne sont ni en capitales, ni en gras.
- Le texte ne doit pas être écrit en capitales (les noms de famille non plus), ni en gras, ni en italique, ni en « petit »…
- Le gras n'est utilisé que pour surligner le titre de l'article dans l'introduction, une seule fois.
- L'italique est rarement utilisé : mots en langue étrangère, titres d'œuvres, noms de bateaux, etc.
- Les citations ne sont pas en italique mais en corps de texte normal. Elles sont entourées par des guillemets français : « et ».
- Les listes à puces sont à éviter, des paragraphes rédigés étant largement préférés. Les tableaux sont à réserver à la présentation de données structurées (résultats, etc.).
- Les appels de note de bas de page (petits chiffres en exposant, introduits par l'outil «  Source ») sont à placer entre la fin de phrase et le point final[comme ça].
- Les liens internes (vers d'autres articles de Wikipédia) sont à choisir avec parcimonie. Créez des liens vers des articles approfondissant le sujet. Les termes génériques sans rapport avec le sujet sont à éviter, ainsi que les répétitions de liens vers un même terme.
- Les liens externes sont à placer uniquement dans une section « Liens externes », à la fin de l'article. Ces liens sont à choisir avec parcimonie suivant les règles définies. Si un lien sert de source à l'article, son insertion dans le texte est à faire par les notes de bas de page.
- La présentation des références doit suivre les conventions bibliographiques. Il est recommandé d'utiliser les modèles {{Ouvrage}}, {{Chapitre}}, {{Article}}, {{Lien web}} et/ou {{Bibliographie}}. Le mode d'édition visuel peut mettre en forme automatiquement les références.
- Insérer une infobox (cadre d'informations à droite) n'est pas obligatoire pour parachever la mise en page.

Pour une aide détaillée, merci de consulter Aide:Wikification.
Si vous pensez que ces points ont été résolus, vous pouvez retirer ce bandeau et améliorer la mise en forme d'un autre article.
 (avril 2022).
- Si vous ne connaissez pas le sujet, laissez ce bandeau (vous pouvez alors contacter les auteurs).
- Si vous supprimez le contenu mis en cause (vous pouvez préalablement contacter les auteurs),

argumentez précisément cette suppression dans la page de discussion
(un manque de référence n'est pas un argument ; une recherche réelle de référence doit avoir été effectuée, être formellement documentée).
Les textiles sont des constructions fibreuses obtenues à partir de diverses matières qu'elles soient organiques ou minérales. Leur composition affecte leur conservation tout autant que les conditions de cette conservation. De nos jours, il existe de nouvelles méthodes de conservation ayant pour principal but de protéger les textiles, que l'on retrouve aussi comme méthodes d'exposition de ces textiles. Avant toute exposition, les textiles sont passés au crible de diverses techniques de recherches archéologiques. En effet, ceux-ci renferment de nombreuses et précieuses informations sur les civilisations passées.

## Conditions de conservation des textiles en contexte archéologique
Bien qu'il existe des textiles obtenus par l'utilisation de fibres minérales, ils sont toutefois majoritairement composés de matériaux organiques. Cette composition explique que les textiles soient moins souvent conservés que le mobilier lithique, céramique ou métallique, car ils sont plus vulnérables à la lumière, les variations de température et d'humidité, les bactéries, ainsi que de nombreux autres facteurs. On retrouve tout de même des textiles sur les chantiers de fouille sous plusieurs formes attestant de leurs conditions de conservation.

### Textiles composés de matière organique

#### Permafrost et froids extrêmes

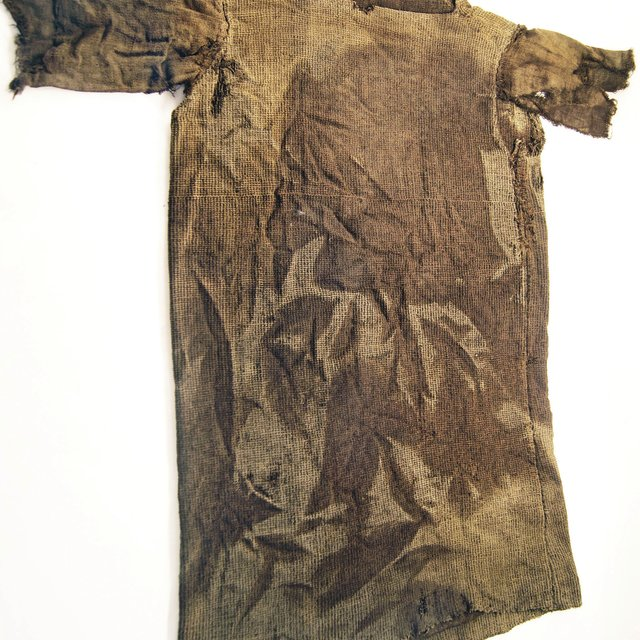
Tunique trouvée à Lendbreen en Norvège en 2011.

Le permafrost rassemble les conditions les plus favorables pour la conservation et le stockage de tous les types de matières premières, y compris les matières textiles. Dans ces états, les artefacts ne se détruisent pas. Le textile ainsi retrouvé par les archéologues aura la même forme que lorsqu'il a été atteint par la vague de congélation. Si après l'enterrement et dans les sols le textile est touché par les processus de décomposition, la congélation ne pourra rien faire de plus que le conserver dans l'état exact où elle l'a touché.
Généralement, il s'agit de tissus bien conservés, de tissage, de tricotage, de produits retordus et tricotés, etc… Ils ont une structure de tissus bien tracée, les caractéristiques des fils, la structure et la texture de surface ne changent pratiquement pas.
Dans l’Altaï en Sibérie et au Kazakhstan, sous de nombreux kourganes, le permafrost  a ainsi assuré la conservation de nombreux matériaux périssables. Pourtant, les restes de textiles anciens sont plus nombreux que ce que l’on soupçonne[Qui ?], mais ils se présentent le plus souvent sous une forme très dégradée.

#### Sécheresse
Le climat chaud et sec contribue à la préservation des textiles. En effet, ces conditions, et notamment l'absence d'eau nécessaire à la vie, sont défavorables à l'activité des micro-organismes qui détruisent la matière organique.
Toutefois, ce climat affecte et transforme les textiles entraînant un surséchage considérable.
C'est grâce aux conditions favorables délivrées par la sécheresse extrême du Proche-Orient qu'ont pu y être découvertes des étoffes datant du Xe et XIIe siècles av. J.-C..

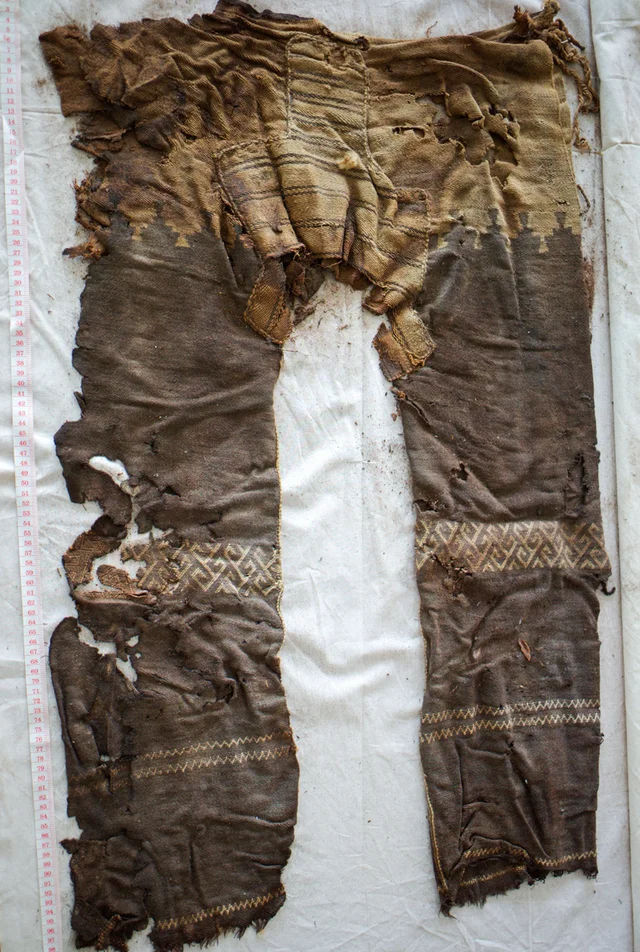
Pantalon en laine d'un cavalier chinois retrouvé dans la tombe M21 au cimetière Yanghai dans l'Oasis Turfan

#### Humidité et tourbières
La préservation des matériaux organiques est possible dans les milieux humides (rivages, rivières, fleuves, tourbières et marécages) à condition qu'ils soient enfouis en milieu anoxique, c'est-à-dire pauvre en oxygène. Cette absence d'oxygène les protège contre les pollutions bactériennes qui pourraient les détruire en d'autres circonstances.
C'est au cœur des gisements de l'arc alpin que les découvertes les plus emblématiques ont été faites : l'ensemble des matières organiques d’origine végétale ont été préservées : pieux de construction, artefacts en bois, vanneries, textiles. Toutefois, en raison de l'alcalinité des sols, les matières d'origine animale n'ont pas été préservées. Les restes de cuir, laine ou encore de peaux sont absents de ces gisements.
De même, les marécages et tourbières d'Europe ont livré des corps remarquablement conservés. C’est un groupe de « peuples des tourbières » qui vivaient à l'âge du bronze et au début de l'âge du fer dans de vastes régions d'Europe du Nord.

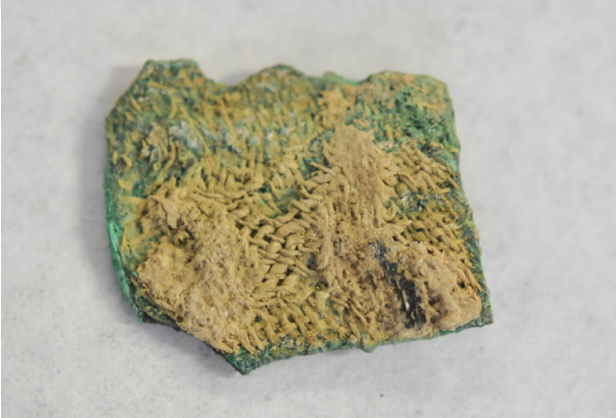
Fragment d’un textile minéralisé sur une plaque de cuivre corrodée datant du 3e millénaire avant J.-C

### Textiles transformés par le milieu d'enfouissement: la minéralisation
Le milieu d’enfouissement et le climat exercent aussi une influence, le plus souvent néfaste même s’ils peuvent être, dans certains cas, à l’origine de conditions exceptionnelles de conservation.
Les textiles archéologiques sont préservés majoritairement sous une forme minéralisée, par l’action de sels minéraux ou de sels provenant de la corrosion d'artefacts métalliques à proximité. La minéralisation par les produits de corrosion métallique constitue le mode de conservation le plus couramment observé. Elle nécessite un contact étroit entre un objet métallique qui a la propriété de se corroder et le matériau organique,.

## Méthodes actuelles de conservation des textiles

### Types de rangement

#### Rangement sur rouleau
L'enroulement est une méthode qui peut se pratiquer sur de nombreux textiles : étoffes, tapis ou encore tapisseries. elle convient généralement aux textiles qui ne comportent pas d'important relief, ni d'éléments rigides. C'est un mode de rangement compact.
Le choix du rouleau se fait en fonction de la composition du textile. Toutefois, il s'agit généralement d'un rouleau en carton neutre ou bien d'un tube en carton ordinaire qui sera recouvert d'une matériau dit tampon tel que la feuille de polyester ayant pour but de protéger le textile de l'acidité du carton. Enfin, il est nécessaire d'ajouter du papier de soie qui permet de réduire les dommages liés à la migration d'humidité.

#### Rangement à plat
Le rangement à plat permet un soutien réparti de façon uniforme, en faisant le type de rangement idéal pour la plupart des objets costumes. Il occupe toutefois beaucoup d'espace. Les objets mis à plat sont ensuite protégés par l'emploi de papier par exemple.
Il existe trois formes de mises à plat principales :
- la boîte avec un couvercle : elle permet de protéger le textile de la poussière
- le plateau de manipulation : a pour but d'accompagner l'objet afin de favoriser sa restauration ou son transport.
- les tiroirs : ont aussi pour but de protéger le textile de la poussière.

### Exposition du textile
Le textile est particulièrement sensible à la lumière qui a pour effet de décolorer et d’accélérer le vieillissement des fibres. C'est pourquoi un costume exposé pendant quatre mois à une lumière d’une intensité de 50 lux maximum devra rester au repos en réserve pendant quatre ans à l’abri de la lumière[réf. nécessaire].
Deux phases précèdent la présentation d’un costume pour une exposition : la restauration qui comporte plusieurs étapes comme le nettoyage, la consolidation et le mannequinage c'est-à-dire la mise en volume sur un mannequin.
Afin de pouvoir être exposé, un vêtement doit être assez solide pour supporter les manipulations et la présentation sur mannequin pendant plusieurs mois. Une fois consolidé, le costume peut être mannequiné. Le but est non seulement de restituer la silhouette d'une époque donnée, mais également de soutenir les costumes pendant toute la durée d'exposition. Lourds et parfois altérés, ceux-ci doivent supporter leur propre poids pendant plusieurs mois, usage pour lequel ils n’étaient pas conçus. C’est pourquoi certains doivent être présentés à plat. Le mannequinage emploie des matériaux chimiquement neutres adaptés à la conservation (ouate de polyester, carton neutre, film polyester, mousse de polyéthylène…).

#### Présentation sur rouleau
Ce type de présentation correspond à des textiles légers, et longs. Son utilisation permet l'exposition des fragmentations d'une pièce au format important, tout en s'assurant de la bonne préservation de l'objet.
Cette technique d'exposition du textile est aisément mise en œuvre et à moindre coût. Il nécessite l'utilisation de rouleaux en carton ou PVC, recouverts d'une interface isolante et d'un gainage textile.

#### Présentation par supports en forme
C'est un type de présentation réalisé pour un objet précis et concernant les œuvres ne pouvant pas être présentées sur mannequin en raison de leur état de conservation, ou relevant du domaine du sacré ou de celui des victimes de guerre. La présentation par supports en forme permet donc une lecture en volume sans évocation d'un corps.

#### Présentation entre mannequinage et soclage
C'est un type de présentation réalisé pour un objet précis et concernant les œuvres ne pouvant pas être exposées en raison de leur état de conservation ou de leur structure. Ces présentoirs sont réalisés sur mesure et sont composés d'un soclage désincarné ou d'une structure en T, cette dernière permettant notamment l'exposition des kimonos.

## Archéologie des textiles
Selon les contextes de découvertes, les restes textiles présentent des états de conservation et d’altération très différents : carbonisé, minéralisé, imprimé, conservé en milieu sec, froid ou chaud. La qualité de leur préservation influe largement sur la qualité des informations recueillies.
Les restes textiles comme les tissus, tapisseries, fils, cordes sont analysés du point de vue de fabrication, identifiés sur la nature des matériaux utilisés à l’aide de microscopes ou autre, conditions indispensables pour la compréhension d’un textile, pour restituer les procédés de fabrication ou la provenance, approvisionnement des matières premières…
Par ailleurs, pour une meilleure compréhension de la fonction du tissu, il convient de prendre en compte sa position dans le lieu d’enfouissement, et notamment le type de support et sa disposition sur son support.

### Analyse technique
Dans un premier temps, les échantillons sont observés par examen macroscopique sous loupe binoculaire pour en dégager des observations qualitatives et des mesures quantitatives, et déterminer le degré d'altération du matériel.
Les variables qualitatives comprennent l'armure de tissage (l'organisation des fils les uns par rapport aux autres), la structure des fils (assemblage des fils pour n'en former qu'un simple), le sens de torsion.
Les variables quantitatives comprennent le nombre de fils au centimètre (permet d'apprécier le degré de cohésion du tissu), la grosseur de fils, le degré de torsion.
Ensuite, les colorants sont analysés, généralement grâce à la chromatographie en phase gazeuse et la microspectrométrie (par ex., spectrométrie Raman). Dans le cas où le textile a été conservé dans une forme minéralisée, les colorants ont souvent disparu ou sont dans un état trop altéré pour permettre une identification.

### Identification des fibres
La seconde partie de l'analyse du textile vise à l'identification de la nature des fibres : matériau cellulosique (plantes), matériau kératinique (toisons animales) ou soie. Cette analyse est généralement conduite par microscopie optique numérique ou par microscopie électronique à balayage, bien plus rarement par micro-tomographie aux rayons X à haute résolution. Des indices apportées sur la morphologie spécifique de chacune des fibres (par exemple "genoux" du lin), ou bien la disposition des écailles de cuticule des laines sont utilisées pour identifier les espèces végétales ou animales. Des travaux récents utilisent également l'analyse protéomique à cet effet.
En raison de leur degré de transformation, les textiles minéralisés étaient jusqu'à peu exclus de ce type d'étude car ils ne s'adaptaient pas aux méthodes traditionnelles d'identification des fibres.

### Textiles comme source d'information
L'étude des textiles représente une source d'information notamment sur le degré technique atteint pour leur élaboration ou encore sur leur utilisation. Ils fournissent des informations de nature diverse.
Les matériaux sélectionnés et transformés pour être filés : le choix des matières premières textiles est très étendu dans l’Antiquité. On rencontre dans le domaine végétal une gamme de matériaux qui se présentent sous la forme de filasse d’écorce par exemple, qu’il s’agisse du lin, du chanvre, de l’ortie ou du jute. Dans le domaine animal, l’échantillonnage est aussi considérable, par exemple la laine de mouton et de chèvre représente l’essentiel des matériaux utilisés en Europe. En revanche, en Asie du sud-est et en Inde, la soie constitue la matière animale la plus utilisée.
Les techniques élaborées pour réaliser des tissus simples ou complexes, chaque culture ayant développé un artisanat textile en fonction de ses propres besoins.
Au sein de chaque société, les différences dans les types de textiles relèvent non seulement du métier à tisser employé, mais aussi des habitudes vestimentaires en partie liées à l’environnement dans lequel évoluent les populations étudiées. Les costumes antiques grecs et romains utilisent essentiellement le drapé. À l’inverse, les populations situées dans les régions plus septentrionales, tels que les Celtes, les Germains, ou les Scythes, se distinguent par l’utilisation de pièces de tissus taillées, assemblées et cousues.
Le textile tient une place très importante dans les sociétés antiques mais aussi modernes et sa fonction ne se limite pas au domaine vestimentaire. Par exemple, l’étude minutieuse de la tombe à char de Hochdorf au sud de l’Allemagne, datée de la fin du VIe siècle av. J.-C., a permis de comprendre l’importance des tissus dans les pratiques funéraires et d’apprécier différentes formes d’utilisation (tenture ou pièces d’emballage), ainsi que certaines qualités requises par les artisans celtes, tant dans le choix des matières premières et des colorants que dans les modes de réalisation des tissus.
Ainsi, les textiles avaient une grande importance dans les sociétés anciennes et leur analyse dévoile de nombreuses informations sur ces sociétés.